# Sonvico
Sonvico es una comuna suiza del cantón del Tesino, situada en el distrito de Lugano, círculo de Sonvico. Limita al noreste con las comunas de Valcolla y Cimadera, al extremo sureste con Valsolda (IT-CO), al sureste con Lugano, al sur con Cadro, y al oeste y norte con Capriasca.

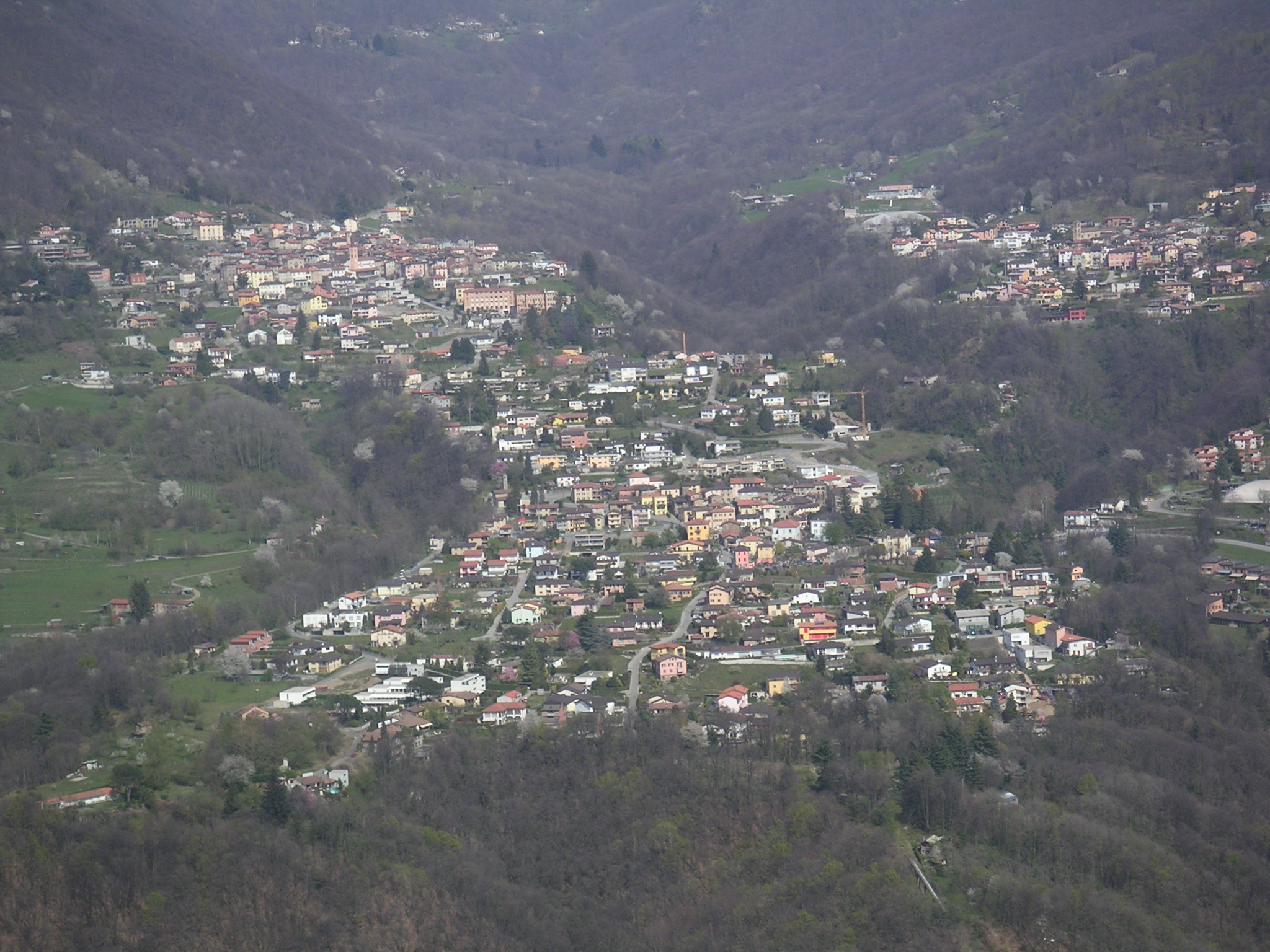
Vista aérea de Sonvico.